# Photopea
Photopea ([ˈfoʊtəˈpiː] FOH-tə-PEE) — вебредактор растрової графіки, розроблений українцем Іваном Куцкіром, що використовується для редагування зображень, ілюстрацій, вебдизайну або конвертації між різними форматами зображення.
Photopea — програмне забезпечення, що підтримується рекламою. Він сумісний з багатьма веббраузерами, включаючи Opera, Edge, Chrome та Firefox. Додаток сумісний з PSD Photoshop, а також форматами JPEG, PNG, DNG, GIF, SVG, PDF та іншими. Незважаючи на те, що Photopea базується на браузері, усі файли зберігаються локально та не завантажують файли на сервер.

## Особливості
Photopea пропонує широкий вибір інструментів для редагування зображень, включаючи такі функції, як загоєння плям, пензлик для загоєння клон-штампа та інструмент для виправлення. Програмне забезпечення підтримує шари, маски шарів, канали, виділення, контури, розумні об'єкти, стилі шарів, текстові шари, фільтри та векторні фігури.

## Прийом
Photopea отримав позитивне висвітлення завдяки схожості з Adobe Photoshop у дизайні та робочому процесі, що полегшує роботу для тих, хто навчався в Photoshop, порівняно з іншими безкоштовними редакторами растрових зображень, такими як GIMP.